# Günter Judick
Günter Judick (* 15. Dezember 1929 in Tönisheide (heute ein Ortsteil von Velbert); † 23. Februar 2017 in Velbert) war ein deutscher Historiker.

## Leben
Judick arbeitete zunächst in Metallbetrieben und als Redakteur. Von 1951 bis 1954 absolvierte er ein Fernstudium an der Parteihochschule „Karl Marx“ und von 1963 bis 1968 studierte er Geschichte mit dem Abschluss als Diplom-Historiker an der Humboldt-Universität in Ost-Berlin.
Am 2. Mai 1945 trat Judick in die KPD ein, 1968 in die DKP, deren Geschichtskommission er leitete. Er war in der Bildungsarbeit der Partei tätig und Kulturreferent im Bundesvorstand der Naturfreunde.
Die offene Liste der PDS vertrat er 1999 bis 2004 im Stadtrat von Velbert.

## Schriften
- mit Jakob Goldberg, Fritz Rische: Afrika im Wandel. Zu einigen Problemen des nationalen Befreiungskampfes und der Bonner Afrikapolitik. Verlag Marxistische Blätter, Frankfurt am Main 1979, ISBN 3-88012-572-4
- mit Bernd Hartmann: Wichtige Erfahrungen aus den demokratischen Bewegungen der fünfziger und sechsziger Jahre. In: Frank Deppe, Willi Gerns,  Heinz Jung (Hrsg.): Marxismus und Arbeiterbewegung. Josef Schleifstein zum 65. Geburtstag. Verlag Marxistische Blätter, Frankfurt am Main 1980, ISBN 3-88012-605-4, S. 81–94.
- Zu einigen Ursachen mangelnden Klassenbewußtseins in der Bundesrepublik. In: Marx  ist Gegenwart. Materialien zum Karl-Marx-Jahr 1983. Hrsg. vom Institut für Marxistische Studien und Forschungen. Verlag Marxistische Blätter, Frankfurt am Main 1983, S. 252–256, ISBN 3-88012-686-0
- KPD 1945–1968. Dokumente. Hrsg. u. eingel. von Günter Judick, Josef Schleifstein und Kurt Steinhaus. 2 Bände. Edition Marxistische Blätter, Frankfurt am Main 1989.
- mit Kurt Steinhaus (Hrsg.): Stalin bewältigen. Sowjetische Dokumente der 50er, 60er und 80er Jahre. Edition Marxistische Blätter, Düsseldorf 1989, ISBN 3-88501-083-6
- „Ihr sollt die Kraft von dem Verband noch lange Zeiten spüren!“ Aus 100 Jahren Geschichte der IG Metall Velbert. PapyRossa-Verlag, Köln 1991, ISBN 3-89438-030-6
- mit Hans-Joachim Krusch (Hrsg.): Wider die Verfälschung deutscher Geschichte. Beiträge zum antifaschistischen Widerstand in Deutschland und zur Gründung der BRD und der DDR. Neue-Impulse Verlag, Essen 1999, ISBN 3-910080-16-2
- mit Reinhard Kühnl, Peter Scherer, Willy Schmidt, Ulrich Schneider: Aus der Geschichte gelernt? – Antifaschistischer  Widerstand und gewerkschaftlicher Kampf, Supplement der Zeitschrift Sozialismus 12/2001, VSA-Verlag, Hamburg, ISBN 3-87975-970-7
- Der verkürzte Lehrgang. Vor 65 Jahren: „Kurzer Lehrgang der Geschichte der KPdSU (B)“. In: Unsere Zeit vom 14. November 2003. Digitalisat
- mit Josef Schleifstein, Kurt Steinhaus: Lernen aus Krieg und Faschismus! Zu einigen Fragen der Nachkriegsgeschichte der KPD 1945-1968. Neue Impulse Verlag, Essen 2015.